# 107e régiment d'infanterie (France)
Pour les articles homonymes, voir 107e régiment.
Le 107e régiment d'infanterie (107e RI), dénommé Régiment de Fer, est un régiment d'infanterie de l'Armée de terre française créé sous la Révolution à partir du régiment colonial de Pondichéry, un régiment français d'Ancien Régime.

## Création et différentes dénominations
- 1772 : création du régiment de Pondichéry
- 1791 : prend le nom de 107e régiment d'infanterie
- 1793 : Amalgamé il prend le nom de 107e demi-brigade de première formation
- 1er nivôse an VII (21 décembre 1798) : création de la 107e demi-brigade de deuxième formation
- 1803 : dissous
- 1814 : recréation sous le nom de 107e régiment d'infanterie de ligne
- 1815 : dissous
- 1870 : recréation du 107e régiment d'infanterie de ligne à partir du 7e régiment de marche
- 1871 : dissolution
- 1871 : formation du 7e régiment d'infanterie provisoire
- 1872 : renommé 107e régiment d'infanterie de ligne
- 1887 : renommé 107e régiment d'infanterie
- 1914 : à la mobilisation, met sur pied son régiment de réserve, le 307e régiment d'infanterie
- 1940 : dissous
- 1944 : recréation
- 1945 : dissous
- 1963 : création du 107e bataillon d'infanterie
- 1964 : dissous
- 1980 : recréation comme régiment de réserve du 22e régiment d'infanterie de marine
- 1989 : dissous

## Colonels/Chef de brigade
- novembre 1786 : Michel comte de Laumur
- 1792 ; colonel Jean-Baptiste Seroux d'Agincourt ;
- 1802 : chef de brigade Jean Grégoire Barthélemy Rouger de Laplane ;
- 1815 : colonel Druot
- 1907 : colonel Victor Théodore Wetzel
- 1914 : colonel Charles Jacquot
- 1932 : colonel Jules Latrabe.
- 1937 : colonel Pierre Paul Bonnefond
- 1939 : lieutenant-colonel Laffont.
- 1944 : lieutenant-colonel Frugier[1]
- 1963 : chef de bataillon de Franclieu.
- 1980 : colonel Couaillier.

## Historique des garnisons, combats et batailles du107eRI

### 107erégimentd'infanterie de ligne ci-devant Pondichéry (1791-1793)
Par décret rendu par l'Assemblée nationale constituante, le 11 juillet 1791, tous les régiments et bataillons coloniaux des régiments du Cap, de Pondichéry, d'Île de France, de la Martinique, de la Guadeloupe, Port-au-Prince et  de l'Île-de-Bourbon prendront les numéros 106, 107, 108, 109, 110 et 111. Il leur sera envoyé les drapeaux décrétés pour les régiments de ligne.
À la fin de juin 1793, pendant la guerre de la Première Coalition, durant les guerres de la Révolution française, une armée anglaise, composée de 5 000 soldats européens et de 17 000 Cipayes vint mettre le siège devant Pondichéry. Cette ville résista pendant quarante et un jours de tranchée ouverte. Elle se rendit le 31 août, et les 570 hommes qui restaient encore du régiment de Pondichéry demeurèrent prisonniers de guerre et les 2 bataillons de cipayes Français furent licenciés.
Conformément aux lois du 21 février et du 12 août 1793 et au décret de la Convention du 17 nivôse an II (6 janvier 1794), on s'occupait de l'embrigadement des troupes de ligne avec les bataillons de volontaires. Le régiment étant prisonnier, il n'est pas besoin de dire que les 189e et 190e demi-brigade que devait former le régiment de Pondichéry n'ont jamais existé.

### 107edemi-brigade(première formation)
Dans le cadre de l'amalgame de 1793, la 107e demi-brigade d'infanterie de ligne est alors formée à partir du 1er bataillon du 54e régiment d'infanterie (ci-devant Royal-Roussillon), du 3e bataillon de volontaires de l'Yonne et du 4e bataillon de volontaires de l'Yonne. Elle participe aux campagnes suivantes :
- 1794-1795 : Hollande
- 1795-1796 : Guerre de Vendée

### 107edemi-brigade(deuxième formation)
La 107e demi-brigade de deuxième formation est reformée à Grenoble le 1er nivôse an VII (21 décembre 1798) avec :
- un détachement de la 26e demi-brigade de deuxième formation.
- un détachement de la 105e demi-brigade de deuxième formation.
- des conscrits
- des réquisitionnaires

En 1799 le régiment est à la campagne d'Italie. Il est en garnison à Mont-Dauphin ; la place étant particulièrement isolée et déprimante, 800 hommes des 74e et 107e demi-brigades désertent en abandonnant leurs drapeaux et leur équipement. Il est ensuite rattaché à l'armée de l'Ouest.
En 1802, le 2e bataillon de la 107e demi-brigade est envoyé pour l'expédition de Saint-Domingue. En 1803, il entre dans la composition de la 82e demi-brigade organisée aux colonies.
Le 1er vendémiaire an XII (24 septembre 1803), lors de la réorganisation des corps d'infanterie, les 1er et 3e bataillon de la 107e demi-brigade de deuxième formation incorporent le 15e régiment d'infanterie de ligne et le 2e bataillon incorpore le 82e régiment d'infanterie de ligne.
Le no 107 reste vacant jusqu'en janvier 1814.

### Guerres de l'Empire
Le 1er janvier 1814, le 107e régiment d'infanterie de ligne est créé, à Wesel et formé à 4 bataillons à partir des :
- 3e bataillon du 6e régiment d'infanterie de ligne
- 4e bataillon du 10e régiment d'infanterie de ligne
- 6e bataillon du 20e régiment d'infanterie de ligne
- 4e bataillon du 102e régiment d'infanterie de ligne

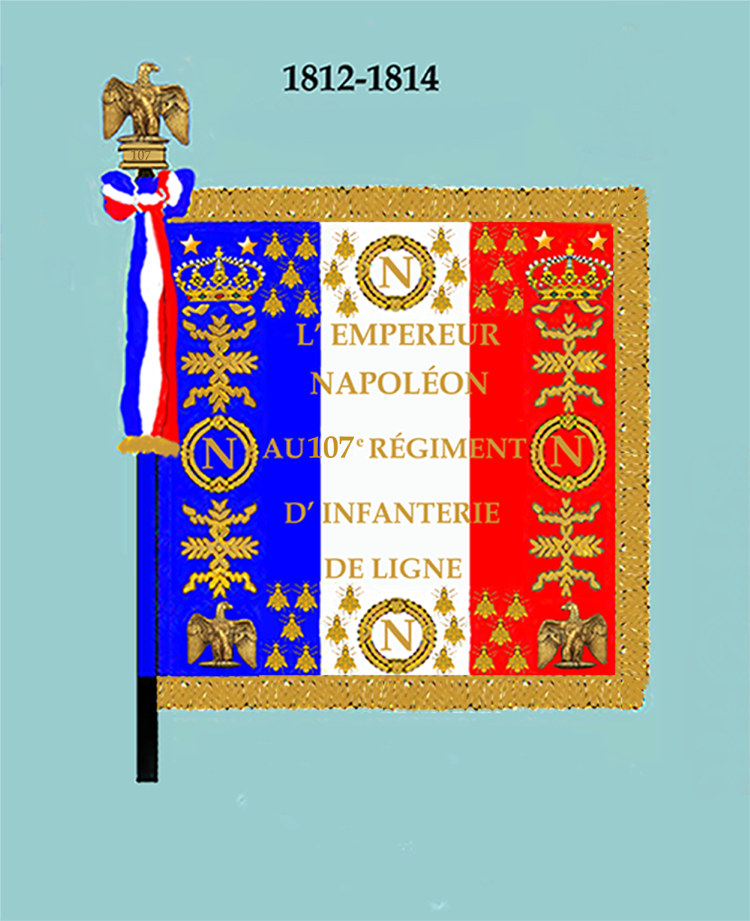
Drapeau modèle de 1812 (avers)
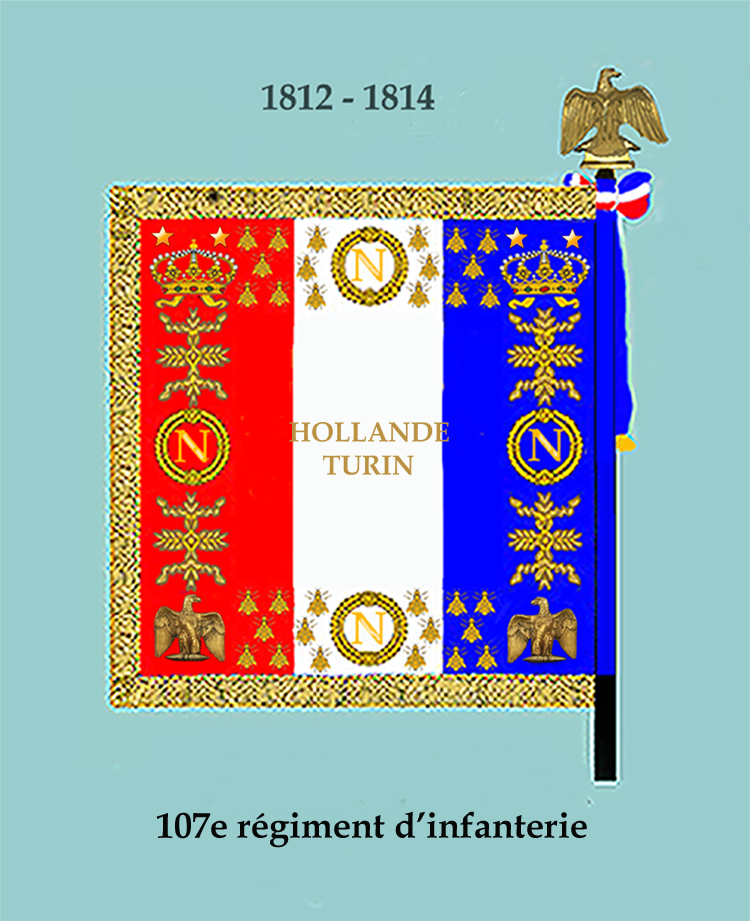
Drapeau modèle de 1812 (revers)

Le 107e régiment d'infanterie fait la campagne de 1814 en France, dans le 11e corps de la Grande Armée.
En 1815, durant la campagne des Cent-Jours il est en Belgique au 6e corps de l'armée du Nord et est présent à Waterloo le 18 juin 1815 où il perd 15 officiers dont son colonel.
Il est licencié à la Restauration.
Son numéro reste vacant jusqu'en 1870

### Guerre de 1870-1871
Le 107e régiment d'infanterie de ligne est reformé durant la guerre de 1870, par décret du 28 octobre 1870, avec le 7e régiment de marche qui avait été lui même constitué, le 16 août 1870, avec les 4e bataillons du 20e, du 23e et du 25e de ligne.
Le 7e régiment de marche avait participé à la première bataille de Châtillon le 19 septembre et aux combats de Chevilly, le 30 septembre. Rattaché à la 2e brigade, de la 2e division, du 3e corps d'armée, de la 2e armée de Paris le 107e se distingue en particulier le 6 novembre 1870 grâce au sergent Hoff ainsi qu'à la bataille de Champigny. En décembre 1870, il passe à la 2e division du 2e corps d'armée de la 2e armée de Paris. Les 64 officiers et 1 990 hommes de troupe du régiment capitulent avec le reste de la garnison le 29 janvier 1871. Le régiment est dissous fin mars 1871, fusionnant dans le 7e régiment de ligne.

### 1871 à 1914
Le 13 avril 1871, le 7e provisoire est créé à Cherbourg avec divers éléments des régiments rentrant de captivité. Le 5e provisoire est envoyé en Algérie pour réprimer la révolte de Mokrani en Kabylie. Il prend le numéro 105 le 4 avril 1872, avec dépôt à Toulon.
Il reste en Algérie, à Alger, jusqu'en 1875.
De juillet 1881 à novembre 1883, le 4e bataillon fait la campagne de Tunisie,, dans le sud Tunisien.

### Première Guerre mondiale

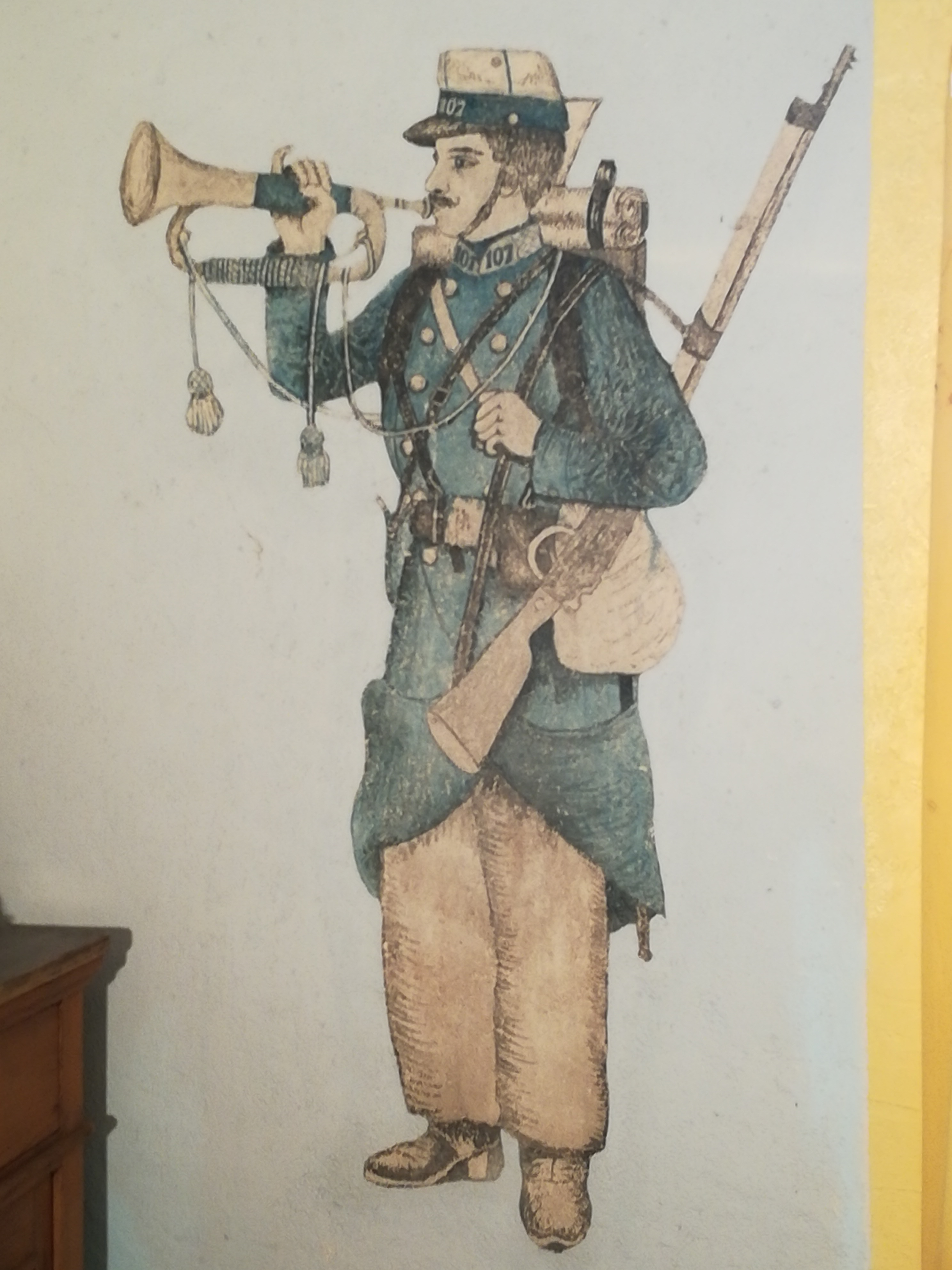
Dessin de l'uniforme du en 1914

Affecté à la 23e division d'infanterie d'août 1914 à novembre 1918.

#### 1914
Il quitte sa caserne d'Angoulême en août 1914. Il appartient à la 46e brigade d'infanterie, 23e Division d'Infanterie, 12e corps d'armée.
Engagé dans la bataille de la Marne.

#### 1915
puis en Artois et sur la Somme.

#### 1916
En 1916 c'est Verdun le régiment se voit confier la défense du Poivre. À peine sorti de l'enfer, il est envoyé en Champagne où les hommes doivent supporter les rigueurs de l'hiver 1916-1917.

#### 1917
En octobre 1917, à la suite du désastre de Caporetto, il fait partie du corps expéditionnaire chargé de colmater la brèche ouverte par les autrichiens sur le front italien.

#### 1918
C'est au cours de cette campagne, le 26 octobre 1918 qu'il réussit un franchissement audacieux du Piave, épisode au cours duquel le clairon Artigalas est frappé d'une balle en plein front alors qu'il sonnait la charge du 2e bataillon
« Votre régiment est admirable, j'ai dit au représentants du GQG qu'aucun autre dans l'Armée Française n'aurait mieux fait. » Général Commandant le 12e corps d'armée, 1914
"Régiment d'élite, qui a fait preuve des qualités morales de premier ordre." Citation 1919.

### Entre-deux-guerres
Le 107e RI est en garnison à Angoulême en janvier 1939, quand il est requis pour appliquer le plan de barrage dans les Pyrénées-Orientales. Ce plan vise à empêcher les militaires de l’armée populaire de la République espagnole, vaincue par les rebelles franquistes, en pleine Retirada, de passer en France. L’interdiction d’entrer est levée du 5 au 9 février.

### Seconde Guerre mondiale
En 1939 le 107e RI sous les ordres du lieutenant-colonel Laffont, est intégré à la 23e division d'infanterie. Le 24 août 1939 le 107e quitte la caserne Gaspard-Michel pour la Lorraine où il participe à l'une des rares actions offensives de la drôle de guerre celle de la Sarre. Le 107e RI sera engagé sur la Somme et le canal de Crozat où, du 18 au 30 mai 1940, les Allemands sont contenus ; mais après la chute de Dunkerque et la reprise de la Wehrmacht sur la Somme, le régiment doit se replier sur ordre le 7 juin d'abord sur l'Oise puis sur la Marne où il continue de se battre. Sous la pression de l'ennemi, il se retrouve à Châteauroux où, ayant conservé sa cohésion, il s'organise pour défendre la ville. Puis vient l'armistice et la dissolution le 21 août 1940.
Le 107e RI est constitué en septembre 1944 à partir des maquis FFI de Charente commandés par le lieutenant-colonel FTP Bernard Lelay et participe à la Libération. Au printemps 1945, l’unité est rattachée à l’armée commandée par le général Larminat et chargée de la réduction des poches de résistance allemande sur la côte atlantique. Déployé face à Royan, le 107e RI est rattaché du groupement sud du colonel Adeline, au sein du sous groupement Frugier. Le 14 avril 1945, lors de l'attaque contre la poche de Royan, le régiment attaque en direction de Meschers. Le 15 avril le régiment prend Semussac et le Fort de Suzac. Il tiendra la position jusqu'à la chute de Royan. Il est dissous le 1er juin 1945.

### De 1945 à nos jours
Il est reconstitué brièvement en 1963 comme 107e bataillon d'infanterie, puis renaît en 1980 en tant que régiment de réserve du 22e régiment d'infanterie de marine. Le 107e régiment d'infanterie a été dissous en juin 1989.

## Drapeau

Dessin du revers du drapeau du d'infanterie.

Il porte, cousues en lettres d'or dans ses plis, les inscriptions suivantes :
- Hollande 1794-1795
- Turin 1799
- Artois 1915
- Verdun 1916
- La Piave 1918

## Décorations

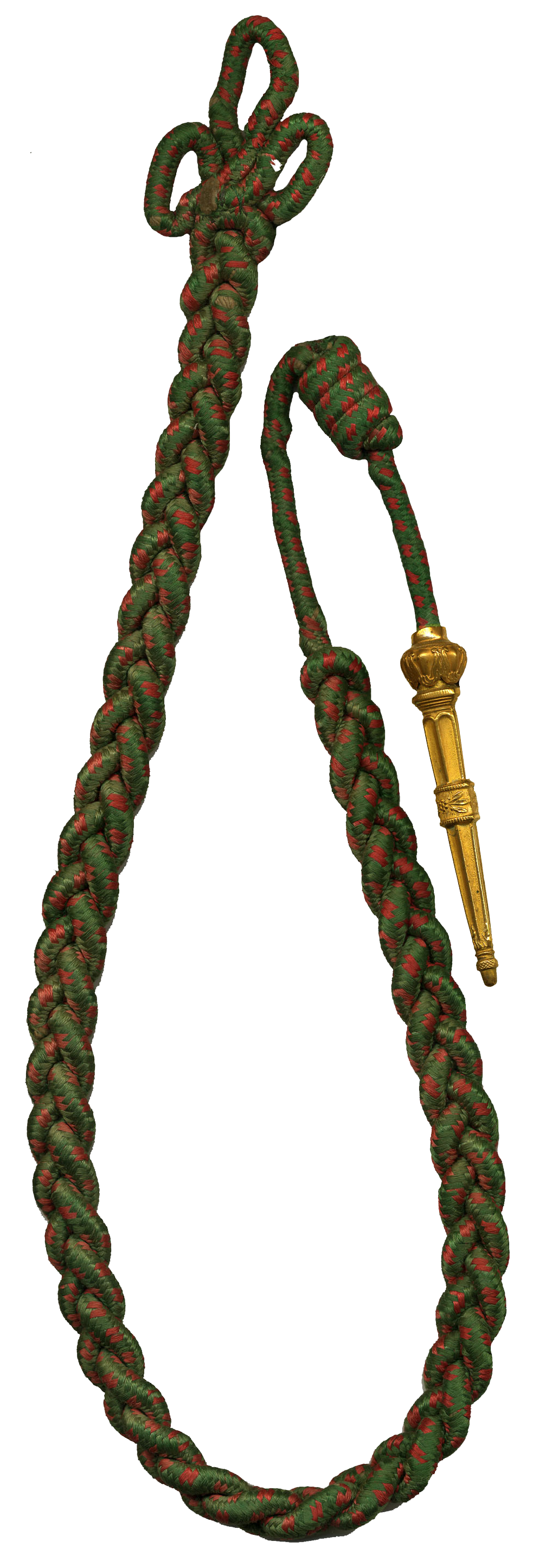
Fourragère aux couleurs de la Croix de guerre 1914-1918

La cravate du drapeau est décorée de la Croix de guerre 1914-1918 avec 2 palmes et de la médaille d'or de Milan.
Il a le droit au port de la fourragère aux couleurs du ruban de la Croix de guerre 1914-1918.

## Insigne
Le souvenir du régiment de Pondichéry est perpétué de deux éléphants sur l'insigne régimentaire aux armoiries d'Angoulême.

## Refrain
"Allons 107, il faut partir sans courir "

## Personnalités ayant servi au107eRI
- Sergent Ignace Hoff (1836-1902) durant le siège de Paris de 1870
- Maurice Chambon (1889-1915), professeur de grec. Son nom est inscrit au Panthéon dans la liste des 560 écrivains morts pour la France.
- Capitaine Georges Gaudy (1895-1987) écrivain des deux guerres (cf. Combats sans gloire)

## Sources et bibliographie
- Archives du Château de Vincennes.
- Victor Belhomme, Histoire de l'infanterie en France, t. 5, Henri Charles-Lavauzelle, 1902 (lire en ligne).
- Émile Mignot de Lyden, Nos 144 Régiments de ligne, Paris, librairie illustrée, 1888 (BNF 34076285, lire en ligne), « 107e régiment », p. 406-412.
- Le 107e régiment d'infanterie pendant la Grande Guerre 1914-1918, Angoulême, Imprimerie Claude Helluy et Cie, 1919 (lire en ligne)
- Serge Andolenko, Recueil d'historiques de l'infanterie française, Eurimprim, 1969.
- Georges Gaudy, Combats sans gloire, Lyon, Éditions Lardanchet, 1941.